# الكونغ فو (مجلة)
مجلة الكونغ فو هي مجلة سعودية التوزيع، تصدر عن شركة يونج فيوتشر المحدودة اليابانية، وهي مستوحاة من قصص يابانية تملك حقوقها فوتو أنيميشن ومدرسة الكونغ فو الجديدة لعام 1987 وعادةً ما تُنشر القصة الكاملة عن مغامرات الكونغ فو على المطوية، تبلغ القصة الكرتونية 8 صفحات من بين 16 صفحة، وتتضمن المساحة الأخرى من المطوية بوستراً كاملاً، ليس هناك إشارةٌ لاسم المؤلف أو الرسام، المؤسسة نفسها تصدر العديد من المجلات المشابهة ومنها «باغز باني» و«نقار الخشب» و«توم وجيري».
تخلو المجلة من مساهمات القراء، ومن صورهم، ومن التسالي، والمسابقات، ومن الأبواب الثابتة. يتضمن كل عدد قصة واحدة فقط عن مغامرات الكونغ فو وأبطال هذه القصص من البشر.
قطع المجلة 17×24 سم، وعلى الغلاف إشارة لحقوق ملكية المجلة. سعر النسخة في السعودية 3 ريالات وفي قطر 3 ريالات وفي عمان 200 بيسة، وفي الكويت 30 فلساً، وفي مصر جنيه واحد.